# レオカレス

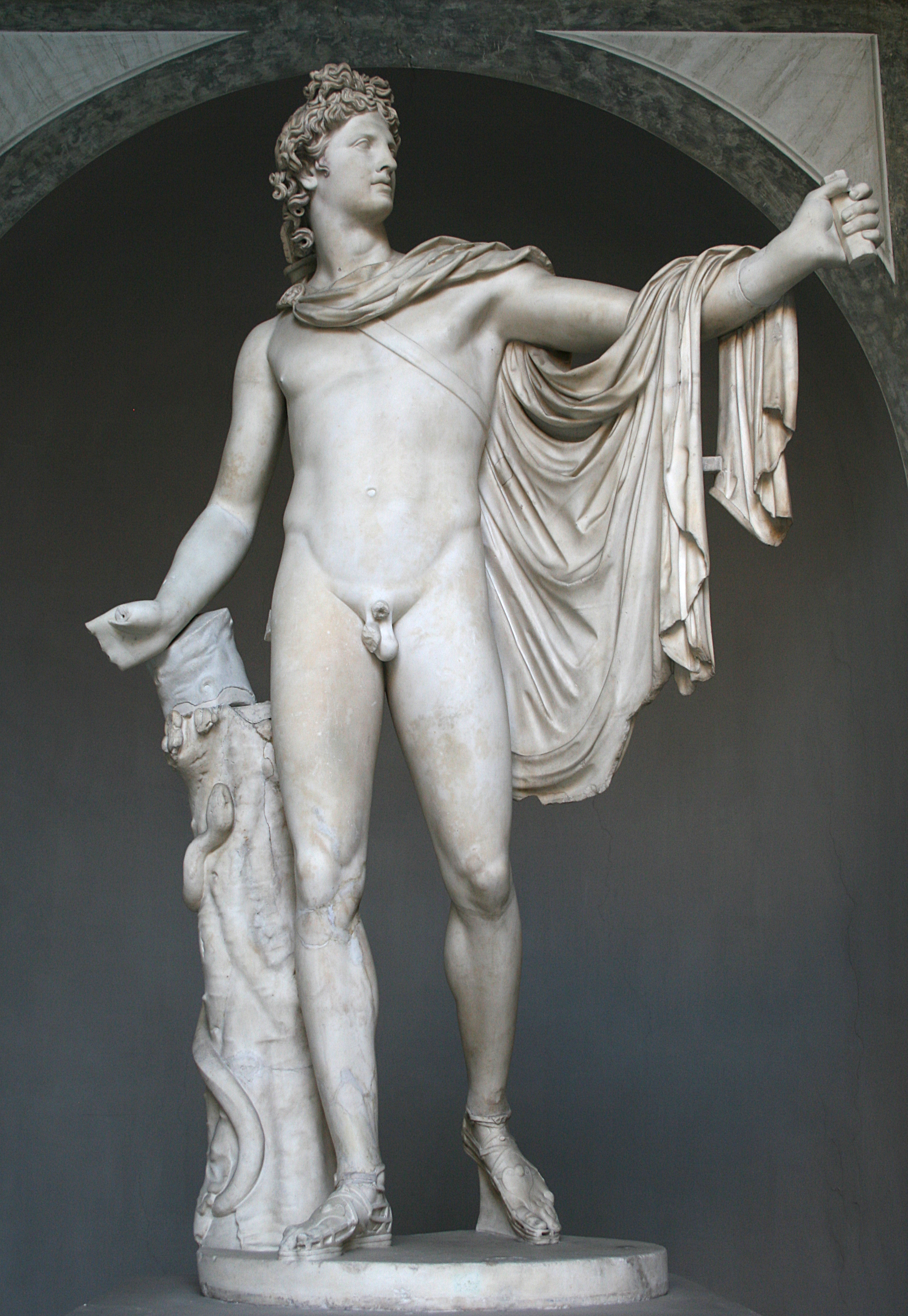
『ベルヴェデーレのアポロン』。ヴァチカン美術館所蔵。

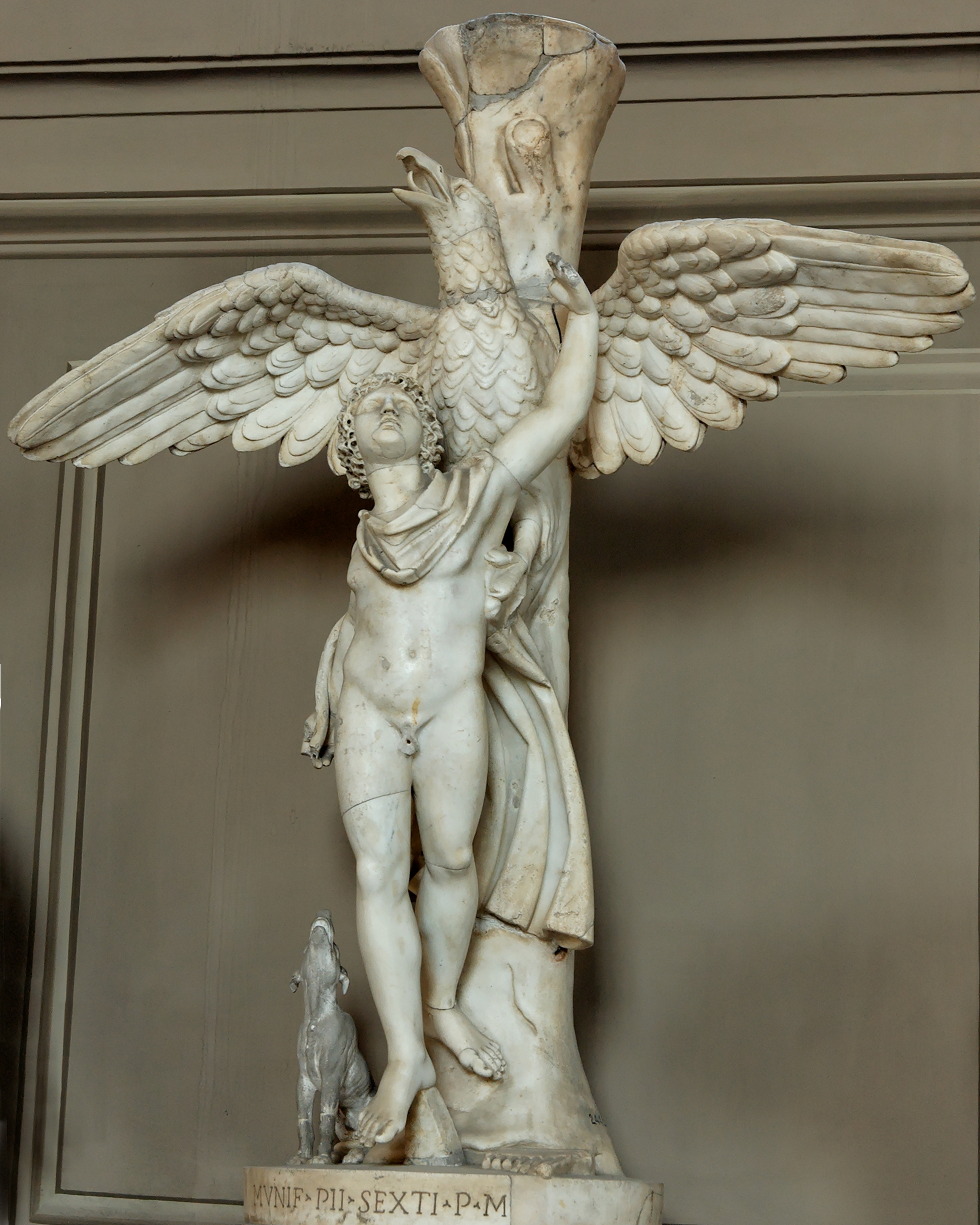
『鷲によって運ばれるガニュメデス』。紀元前325年頃のオリジナルのローマン・コピー。ヴァチカン美術館所蔵。

レオカレス（古希: Λεοχάρης, Leōcharēs）は、紀元前4世紀頃の古代ギリシアのアテナイ出身の彫刻家である。プラトンは『第十三書簡』でレオカレスに言及し、「若くて有能な芸術家」と呼んでいる。

## 作品
レオカレスはいくつかのゼウスの像、アポロンとアレスの像、『鷲によって運ばれるガニュメデス』、若い商人と、後にアテナイのプリュタネイオン（市庁舎）に設置された三十人政権によって処刑された競技選手アウトリュコス（Autolycus）の像を制作した。
レオカレスは古代世界の七不思議の1つであるハリカルナッソスのマウソロス廟の建設に携わった。『ヴェルサイユのディアナ』や、ヴァチカン美術館の名高い『ベルヴェデーレのアポロン』の制作者であるとも考えられている。これらはレオカレスのオリジナルのローマ時代の複製である。
レオカレスが制作した肖像の彫刻の中で有名なものは、マケドニアのピリッポス2世、アレクサンドロス大王、アミュンタス3世、オリュンピアス、マケドニアのエウリュディケ1世の像で、これらの彫像は象牙と金で制作され、カイロネイアの戦い（紀元前338年）での勝利を祝って、ピリッポス2世によって建設されたオリンピアのアルティスにある円形の建築物であるフィリペイオンに配置された。
またリュシッポスとの共作でライオンを狩るアレクサンドロス大王の像を制作した。

## ギャラリー

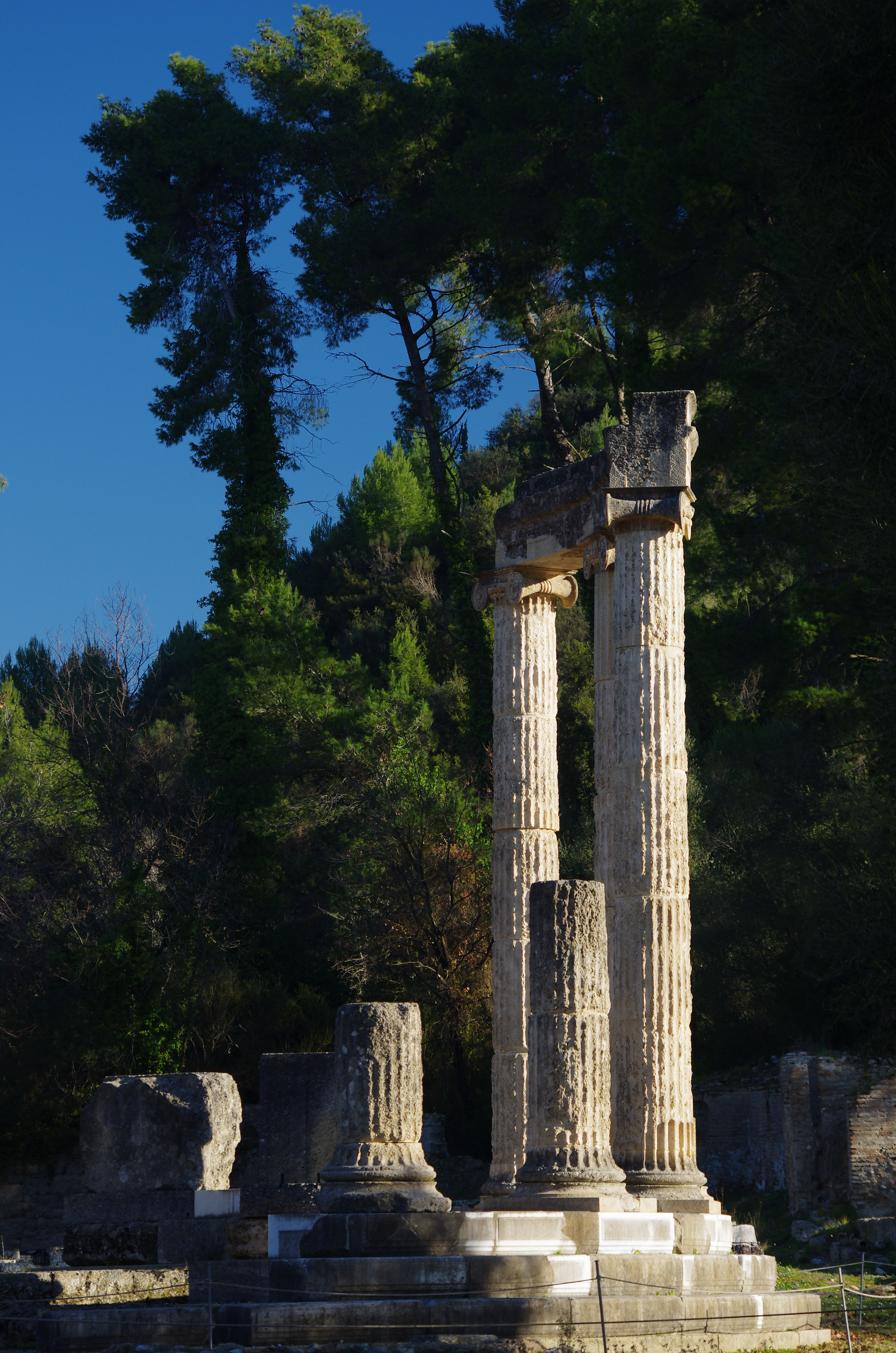
レオカレスの彫刻が置かれたオリンピアのフィリペイオン
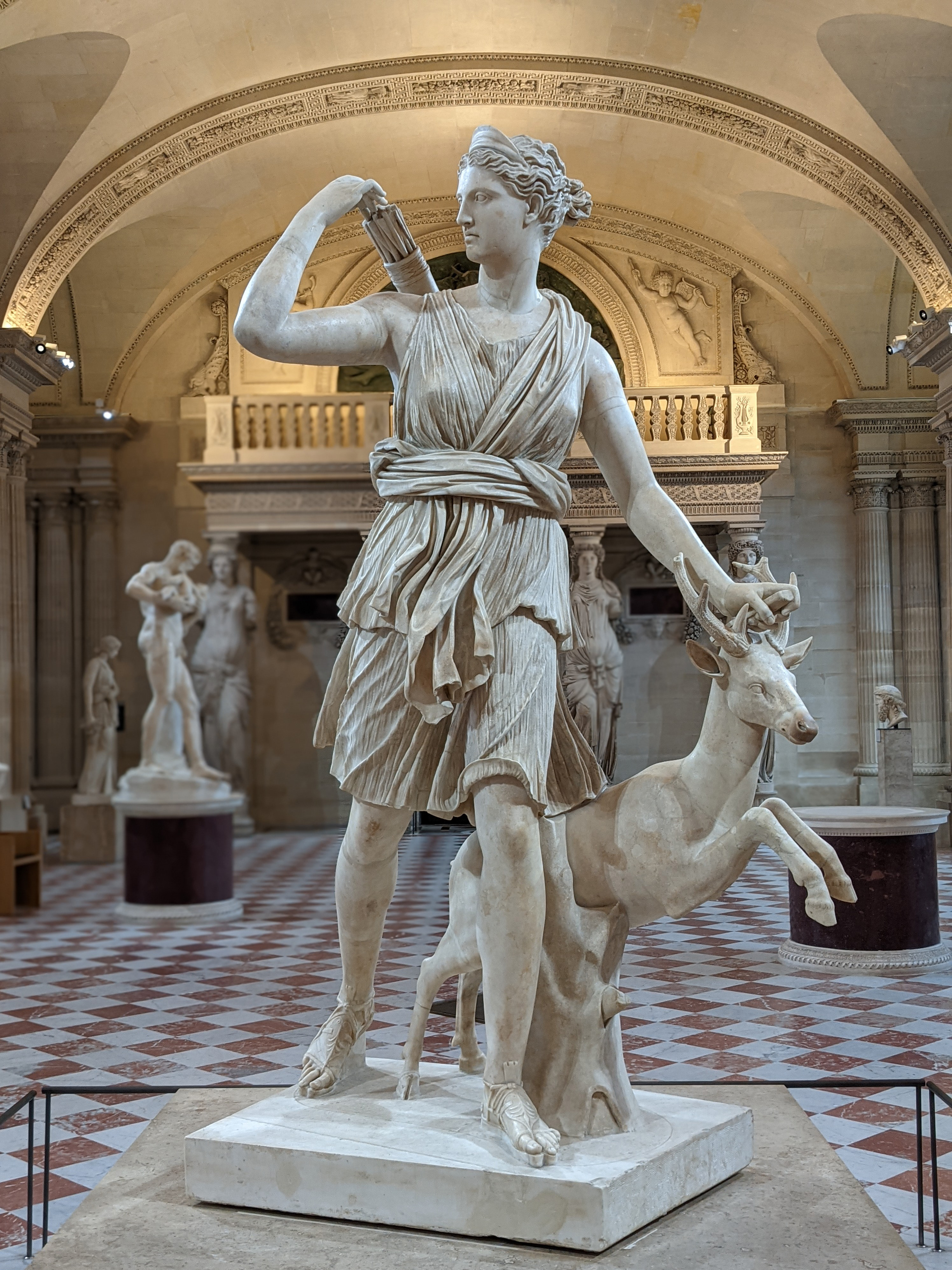
『ヴェルサイユのディアナ』